# アミール・ハダッド
アミール・ハダッド（Amir Haddad、ヘブライ語 : עמיר חדד）、本名 : ローラン・アミール・カリファ・ハディッド・ハダッド （Laurent Amir Khlifa Khedider Haddad、ヘブライ語 : לורן עמיר חליפה חדידר חדד）（1984年6月20日 - ）はイスラエル出身のフランスの歌手。